# Alliances Developpement Immobilier
Alliances Developpement Immobilier S.A. ist ein marokkanisches Unternehmen mit Sitz in Casablanca. Es ist in der Immobilienwirtschaft tätig und der zweitgrößte Immobilienentwickler in Marokko. Das Unternehmen hat 25 Immobilienprojekte mit 60.000 Einheiten in Marokko sowie 30 Hotel- und Tourismusprojekte erstellt. Es erstellt über ihre Tochterfirma Darna Alliances Sozialwohnungen, über ihre Tochterfirma Darna Créations Wohnungen mittleren und gehobenen Standards sowie Golfresorts. Seit 2013 ist sie auch in der Elfenbeinküste und in Kamerun tätig.
Die Aktien sind an der Bourse de Casablanca notiert und sowohl Teil des Moroccan All Shares Index (MASI) als auch des MASI 20, dem Index der 20 meist gehandelten Unternehmen.

## Geschichte
1994 wurde Alliances Developpement Immobilier gegründet. 1996 wurde ein Exklusivitätsvertrag mit der französischen Hotelgruppe Accor für die Realisierung von Hotels in Marokko unterzeichnet. 1999 geschah die Unterzeichnung eines Abkommens über die Realisierung der Freihandelszone Tanger und der Industriezone von Sapino mit dem marokkanischen Staat. 2001 war die Realisierung der Projekte Al Qantara und Menzeh Nakhil in Marrakesch. 2006 startete das Projekt Al Maaden in Marrakesch. Die Tochtergesellschaft Darna Alliances, die dem sozialen Wohnungsbau gewidmet ist, wurde 2007 gegründet.
Am 17. Juli 2008 wurde der Börsengang durchgeführt. 2010 startete ein Programm über 160.000 Wohneinheiten, darunter 110.000 Sozialwohnungen. 2014 wurde ein Abkommen mit dem Staat Elfenbeinküste über ein Immobilienprogramm mit 14.000 Wohnungen unterzeichnet. Ein Restrukturierungsplan des Konzerns wurde im Jahr 2017 umgesetzt. Im gleichen Jahr wurden neue Projekte in Marokko und Afrika gestartet und die ersten Häuser in der Elfenbeinküste übergeben.